# 23 × 115 mm
Die 23 × 115 mm ist eine sowjetische Granatpatrone, die in Bordkanonen verschiedener Bauart in vielen Flugzeugen eingesetzt wird.

## Geschichte
Nach dem Zweiten Weltkrieg wurde die Maschinenkanone Nudelman-Suranow NS-23 aus der Nudelman-Suranow NS-37 abgeleitet. Die Patrone für diese Waffe entstand durch Aufweitung der 14,5×114-mm-Maschinengewehrpatrone auf 23 mm. Die Patrone hatte eine Pulverladung von 33 g und verfeuerte ein  200 g schweres Geschoss, das eine Mündungsgeschwindigkeit von 690 m/s erreichte. Diese Patrone wurde ebenfalls in den Bordwaffen des Typs Nudelman-Richter NR-23 verwendet.
Im Jahre 1954 wurde für die Bordkanonen des Typs Grjasew-Schipunow GSch-23 und Afanasjew-Makarow AM-23 die Munition leistungsgesteigert. Mit einer Pulverladung von bis zu 38 g und einem leichteren Geschoss erreichte dieses nun eine Mündungsgeschwindigkeit von 720 m/s. Die Hülsenwandung wurde verstärkt, um dem erhöhten Gasdruck standzuhalten, ebenso wurden neue Geschossarten und ein neuer Zünder eingeführt. Diese Munition wird mit einem weißen Ring auf der Hülse gekennzeichnet, um Verwechslungen zu vermeiden. Auch die heute noch im Einsatz befindliche Grjasew-Schipunow GSch-6-23 verwendet diese Munition.